# Конти, Инноченцо
Инноченцо Конти (итал. Innocenzo Conti; 8 февраля 1731, Рим, Папская область — 15 ноября 1785, Фраскати, Папская область) — итальянский куриальный кардинал. Секретарь Священной Конгрегации индульгенций и священных реликвий с 22 февраля 1760 по 22 февраля 1764. Титулярный архиепископ Тира с 17 декабря 1769 по 26 апреля 1773. Апостольский нунций в Португалии с 3 января 1770 по 19 апреля 1773. Секретарь апостольских бреве с 3 марта 1775 по 15 ноября 1785. Камерленго Священной Коллегии кардиналов с 25 февраля 1782 по 17 февраля 1783. Кардинал in pectore c 23 сентября 1771 по 19 апреля 1773. Кардинал-священник с 19 апреля 1773, с титулом церкви Сан-Сильвестро-ин-Капите с 3 апреля 1775 по 15 декабря 1783. Кардинал-священник с титулом церкви Санта-Мария-ин-Арачели с 15 декабря 1783.